# آلبرتو جیلاردینو
آلبرتو جیلاردینو (ایتالیایی: Alberto Gilardino؛ زادهٔ ۵ ژوئیهٔ ۱۹۸۲) بازیکن سابق و سرمربی کنونی فوتبال اهل ایتالیا است که هدایت باشگاه جنوا را برعهده دارد.

## زندگی ورزشی
او در تیم اسپزیا بازی می‌کند. از تیم‌های سابق او می‌توان به پارما، میلان و فیورنتینا اشاره کرد.
او سابقه حضور در تیم ملی فوتبال ایتالیا را نیز دارد.

## افتخارات

### باشگاهی
میلان
- لیگ قهرمانان اروپا: ۰۷–۲۰۰۶
- سوپرجام اروپا: ۲۰۰۷
- جام باشگاه‌های فوتبال جهان: ۲۰۰۷

گوانگ‌ژو اورگراند
- سوپر لیگ فوتبال چین: ۲۰۱۴

### ملی
ایتالیا
- جام جهانی فوتبال: ۲۰۰۶
- مدال برنز المپیک: ۲۰۰۴[۴]
- جام کنفدراسیون‌ها: مقام سوم ۲۰۱۳

### فردی
- بازیکن سال سری آ: ۲۰۰۵[۵]
- بازیکن سال فوتبال ایتالیا: ۲۰۰۵[۵]